# Сен Дени (Долина Аосте)
Сен Дени (итал. Saint-Denis) је насеље у Италији у округу Долина Аосте, региону Долина Аосте.
Према процени из 2011. у насељу је живело 94 становника. Насеље се налази на надморској висини од 813 м.

## Становништво
Према резултатима пописа становништва 2011. у општини је живело 382 становника.
| 1931. | 1936. | 1951. | 1961. | 1971. | 1981. | 1991. | 2001. | 2011. |
| ----- | ----- | ----- | ----- | ----- | ----- | ----- | ----- | ----- |
| 552   | 531   | 455   | 445   | 408   | 376   | 356   | 342   | 382   |